# Università Cattolica Pázmány Péter
L'Università Cattolica Pázmány Péter è un'università privata della Chiesa cattolica in Ungheria, riconosciuta dallo stato ungherese. Fondata in origine nel 1635, dal cardinale Péter Pázmány, primate ungherese, ebbe sede a Trnava (oggi città slovacca ma allora ungherese) fino al 1777 quando fu trasferita a Budapest (all'epoca Pest) e dedicata al fondatore nel 1921. La chiesa barocca gesuita collegata alla sede originaria dell'università è oggi la cattedrale dell'arcidiocesi di Trnava. 
Il governo comunista ne cambiò il nome nel 1950 in università Loránd Eötvös ed è un ateneo statale. Una nuova Università cattolica fu rifondata nel 1992 partendo dalla facoltà di Teologia istituita nel 1635 e separata dal resto dell'università nel 1950, dedicata al cardinale Pázmány in onore del fondatore dell'istituzione originale del Seicento, rivendicandone la successione morale: quest'università è quindi considerata tra le più antiche e prestigiose istituzioni del paese. 
Circa 10.000 studenti frequentano programmi diversi di laurea triennale, magistrale e corsi di dottorato. L'università ha numerose cooperazioni internazionali, fa parte del progetto Erasmus e ha numerosi accordi bilaterali. Nel 2009 ha ricevuto un titolo di prestigio per essere uno tra i membri più attivi del progetto Erasmus. È uno dei soci fondatori dell'IRUN (International Research Universities Network) e ha accordi importanti con Radboud Universiteit Nijmegen, Università di Lovanio, Pontificia Universidad Javeriana a Bogotà, Saint Louis University e University of Notre Dame.

## Rettori
- 1992-1998 Msgr. Dr. Ferenc Gál
- 1998-2003 Msgr. Prof. Dr. Péter Erdő
- 2003-2011 Msgr. Prof. Dr. György Fodor
- 2011-2019 Msgr. Prof. Dr. Szabolcs Anzelm Szuromi O.Praem
- 2019-         Msgr. Dr. Géza Kuminetz

## Cancellieri maggiori
- 1992-2005 Dr. István Seregély, arcivescovo di Eger
- 2005-2015 Em. Card. Prof. Dr. Péter Erdő DSc, primate di Ungheria, arcivescovo di Esztergom-Budapest
- 2015-         Dr. András Veres, vescovo di Szombathely, dopo di Győr

## Istruzione e ricerca

### Le facoltà

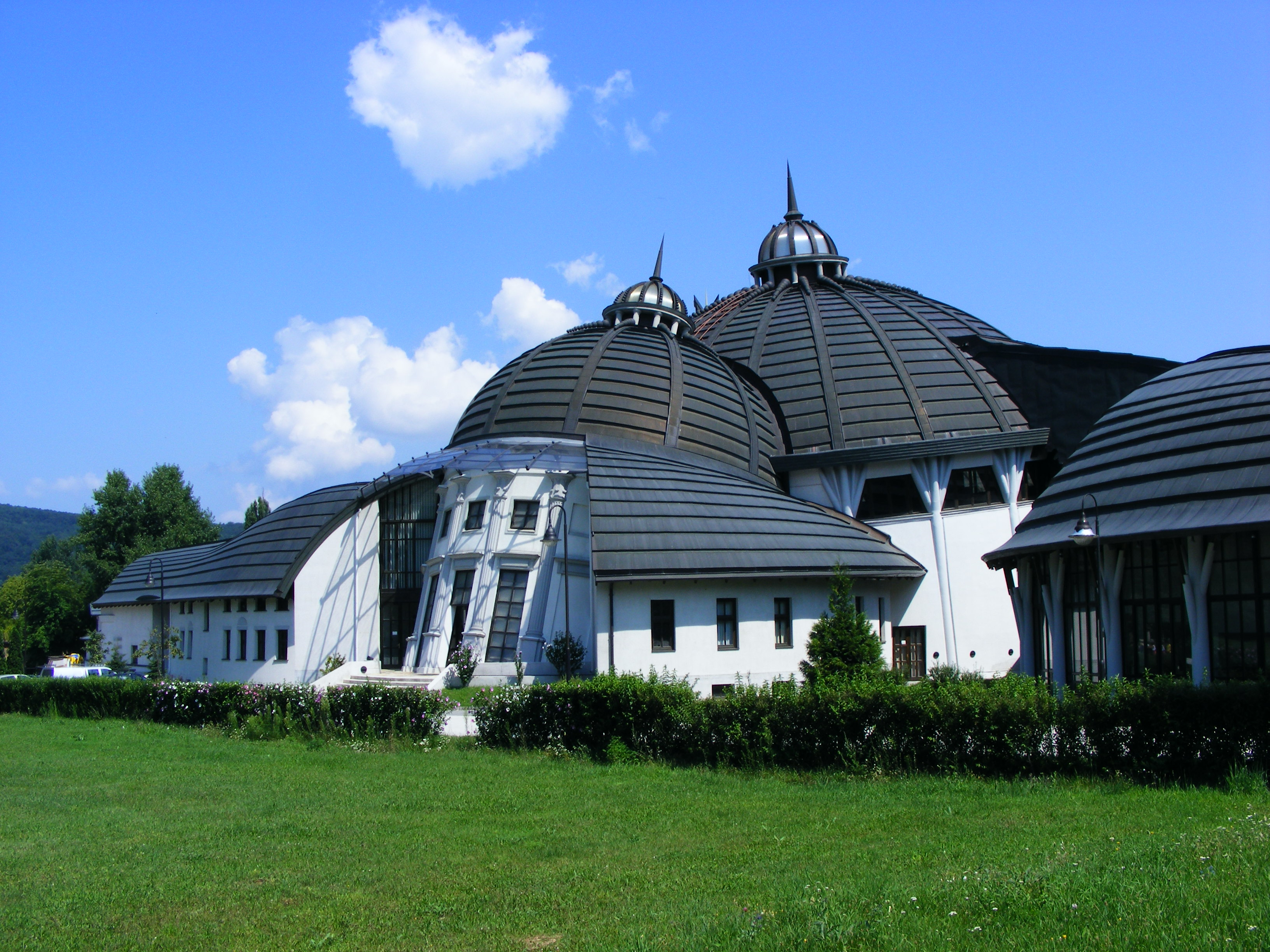
Stephaneum, edificio principale della Facoltà di Lettere e Filosofia.

L'università ha cinque facoltà e due istituti.

#### Facoltà di Lettere e Filosofia
La Facoltà di Lettere e Filosofia fu fondata il 30 gennaio 1992 (decreto 46/1992.) dalla Conferenza Episcopale Ungherese, con il decreto  N.223/91/9 del 30 gennaio 1992 della Congregazione per l'educazione cattolica. La fondazione fu accettata dal governo ungherese il 25 maggio 1993.
La facoltà si trova a Piliscsaba. Il campus fu creato da baracche dell'esercito sovietico; la grandezza del territorio è di 220.000 m². Essendo parte dell'area naturale protetta, solo speciali edifici che armonizzavano con il paesaggio hanno ricevuto il permesso di esser costruiti. Gli edifici furono progettati dal gruppo di Imre Makovecz e sono diventati una pietra miliare dell'architettura organica ungherese. Il campus ha una stazione ferroviaria chiamata Pázmáneum, dal 1995, e anche una fermata di pullman, dal 1996, per questo è facilmente raggiungibile sia da Budapest sia da Esztergom in meno di un'ora. La maggior parte degli studenti fa il pendolare ogni giorno, ma ci sono anche collegi situati in-campus e nel villaggio.

#### Facoltà di teologia
La facoltà di teologia fu fondata dal cardinale Péter Pázmány il 12 maggio 1635. Si trova a Budapest.

#### Facoltà di Scienze e Tecnologie Informatiche
Fu fondata il 24 giugno 1998 dalla Conferenza Episcopale Ungherese con il decreto 1246/1998. Il governo ungherese ha accettato la proposta il 20 luglio 2001. Si trova a Budapest.

#### Facoltà di Legge e Scienze Politiche
Fu fondata il 3 aprile 1995 con il decreto 503/1995. Si trova a Budapest.

#### Facoltà di Scienze dell'Educazione János Vitéz
L'università János Vitéz fu fondata il 3 novembre 1842 e venne integrata nell'Università Cattolica Pàzmàny Pèter come Facoltà di Scienze dell'Educazione Vitéz János il 1º gennaio 2008. Si trova ad Esztergom, vicino alla basilica primaziale.

### Istituti

#### Istituto Postgraduale del Diritto Canonico
L'Istituto Postgraduale del Diritto Canonico è una facoltà che funziona indipendentemente dalla Facoltà di Teologia. Fu fondata il 30 novembre 1996 dalla Sede Apostolica con il decreto N.975/96. Si trova a Budapest.

### Collegium Hungaricum
Il Collegium Hungaricum (ufficialmente Collegium Hungaricum Lovaniense, prima la dimora del cardinale Mindszenty) è una casa per studenti universitari, ricercatori e professori ungheresi a Blijde Inkomstraat 18 Lovanio (25 km da Bruxelles). Il proprietario dell'edificio è il preposito ungherese dell'Ordine Gesuita, ma l'Università Cattolica Pázmány Péter è il sostenitore.

### Ricerca

#### Hungarian Bionic Vision Center
Lo scopo del Hungarian Bionic Vision Center (Centro Ungherese per la Vista Bionica) è di ridare l'abilità della vista alle persone con deficit visivo e di migliorare la loro vita con l'aiuto medico e tecnologico. Programmi di ricerca sono offerti per osservare nuove tecnologie e metodi medici.
Sito web: lataskozpont.itk.ppke.hu

#### Robot Lab
Il progetto Robot Lab unisce idee eccezionali ispirate dalla biologia e dalla tecnologia dell'informazione per migliorare la costruzione dei robot e, in questo modo, la vita umana. I principali punti del progetto sono i seguenti: come si possa creare protesi migliori? Può la neurobiologia aiutarci a creare nuovi robot a telecomando per elicotteri? Siamo capaci ad insegnare un robot bipede a camminare come noi abbiamo imparato a farlo? Che rapporto funzionale esiste tra la percezione visuale e quella tattile?

#### Jedlik Ányos Laboratorio di Ricerca e Sviluppo
Jedlik Ányos Laboratorio di Ricerca e Sviluppo è un nuovo centro scientifico-formativo-tecnologico dove i vantaggi del lavoro multidisciplinare vengono messi in rilievo nell'ambito scientifico e tecnologico. All'inizio le aree di ricerca fondamentali erano quelle dell'Info-bionics, Sensor-computing, Telepresence e Language Technology (Tecnologia della Lingua). Anche altre aree come Nanotecnologia, biotecnologia e progettazione di circuiti VLSI IC design sono diventati importanti ambiti di ricerca negli ultimi tempi.
La mission del laboratorio è di creare collegamenti tra la ricerca individuale condotta in laboratori separati e l'educazione universitaria, includendo progetti R&D. I professori-ricercatori e gli studenti formano un gruppo nel quale l'innovazione e lo studio si sviluppano vicendevolmente, integrando le conoscenze reciprocamente, con la cooperazione e l'aiuto di laboratori di ricerca prestigiosi e aziende high-tech. L'altro aspetto specifico del Centro sono le cosiddette ”scienze della vita”, in particolare la neurobiologia, genetica e immunologia. 
Il Laboratorio si trova alla Facoltà di Scienze e Tecnologie Informatiche, ma è in cooperazione attiva con gli istituti fondatori e con quelli hanno aderito successivamente al programma. Gli istituti fondatori sono i seguenti: istituti dell'Accademia Ungherese delle Scienze (Magyar Tudományos Akadémia), come Istituto di Ricerca del Computer e Automazione, Istituto di Ricerca della Medicina Sperimentale, Reparto di Neurobiologia all'Università Semmelweis, Istituto di Ricerca della Fisica Tecnica e Scienze Naturali, Istituto di Ricerca di Psicologia, Istituto dell'Enzimologia, Richter Gedeon Co. ed Ericsson Hungary Ltd.

Sito web in inglese: Jedlik Laboratories

#### Centro di Ricerca per la Legislazione sulla concorrenza
È stato fondato nel 2006 alla Facoltà di Legge e Scienze Politiche. Gli scopi principali del Centro sono di organizzare convegni specializzati, pubblicare articoli e libri di ricerca e propagare la cultura della concorrenza.

Sito web (in ungherese): www.versenyjog.com

#### Missione Archeologica Sirio-Ungherese: Scavi di Margat
La missione è un programma di ricerca dell'Università Cattolica Pázmány Péter. Il suo scopo è di scavare e restaurare la Fortezza di Margat che è la fortezza più grande del Medio Oriente dall'era delle crociate. La missione viene condotta dall'archeologo Balázs Major.
Questa enorme fortezza è storicamente collegata all'Ungheria. Nel 1218 il re Andrea II d'Ungheria visitò la fortezza e offrì un beneficio annuale di 1000 monete d'argento per la sua manutenzione. Secondo Balázs Major, ”la scoperta più affascinante deve essere il dipinto murale della cappella”. Questo è il dipinto murale più vasto delle crociate trovato sulla Terra santa, ed è unico dall'aspetto iconografico.

#### Avicenna Institute of Middle Eastern Studies
L'Avicenna Institute of Middle Eastern Studies (Istituto Avicenna degli Studi del Medio Oriente) è un centro di ricerca non-profit, il suo scopo principale è di offrire borse di studio nel campo degli studi sul Medio Oriente. I progetti principali sono l'organizzazione di convegni e workshop pubblici e internazionali, pubblicare monografie scientifiche e offrire borse di studio a ricercatori giovani. Hanno collegamenti non solo con l'Università Cattolica Pázmány Péter, ma con l'Université Saint-Joseph e l'Università degli Studi di Napoli "L'Orientale".
L'Istituto è stato fondato per condurre ricerche che aiutano a conoscere meglio e capire la cultura araba, turca e persiana per dare consigli ai politici, persone che lavorano nei media e businessmen interessati al Medio Oriente, per diffondere informazioni e per evitare fraintendimenti nel dialogo interculturale.
I progetti in processo dell'Istituto:
- analizzare i fattori di continuità e discontinuità del legato islamico per capire i cambiamenti e gli sviluppo nel mondo islamico, specialmente al campo della filosofia, teologia, scienze politiche e letteratura sia moderna che classica,
- organizzare convegni e workshop pubblici e internazionali,
- pubblicare monografie e volumi di convegno,
- offrire borse di studio a ricercatori giovani che ricercano per la loro dissertazione[11]